# 오버하슬리
오버하슬리(독일어: Oberhasli)는 스위스 베른고원에 있는 역사적인 란트포크트 또는 탈샤프트로, 옵발덴주, 니트발덴주, 우리주 및 발레주와 접해 있다.
1833년부터 2009년까지 오버하슬리는 베른주의 26개 구역 중 가장 동쪽에 있는 오버하슬리 구역으로 통합되었으며 서쪽으로는 인터라켄 구역과 접해 있다. 2010년부터 오버하슬리와 인터라켄은 행정적으로 인터라켄-오버하슬리구로 통합되었다. 지역 방언은 가장 높은 알레만어 변종이다.
면적이 551km2로 바젤-란트샤프트주보다 크다. 가트멘, 구탄넨, 하슬리베르크, 이너트키르헨, 마이링겐 및 샤텐할브의 6개 지자체로 구성되어 있으며, 총인구는 8,000명 미만이며 인구 밀도는 15/km2 미만이다. (스위스 평균 181/km2와 비교) 오버하슬리 지역의 상당 부분이 사람이 살 수 없는 높은 알프스이기 때문이다.
하슬리탈은 전체 지역을 지칭하는 데 사용되지만, 지리적 용어로 하슬리탈 땅은 가트머탈, 위르바흐탈, 겐탈 및 라이헨바흐탈과 같은 많은 측면 계곡을 포함하지 않는 주요 상부 아레 계곡이다. 하슬리탈이라는 이름은 1234년에 처음으로 증명되었다. 접두사 Ober -("Upper 하슬리")는 16세기에 하슬레 바이 부르크도르프(Hasle bei Burgdorf)와의 명확성을 위해 처음 나타난다. 오버하슬리는 1798년부터 공식적으로 사용되고 있다. 이름의 기원은 아마도 고대 고지 독일어 하철(hasal, “개암나무”)일 것이다.
하슬리탈의 상류는 2007년에 정의된 융프라우 – 알레취 – 비취호른의 세계문화유산의 일부이다.

## 역사
하슬리는 스위스 내에서도 특히 강한 독립 전통을 가지고 있다. 중세 초기(“스웨덴과 프리지아인”의 전설에 따르면)에 처음 정착했을 때부터 1798년 헬베티아 공화국에 통합될 때까지 사실상 자치했다. 명목상 신성 로마 제국의 일부였다. 1334년까지 제국의 영지(베일리윅), 1334년부터 1798년까지 베른의 명목상의 신민이었지만, 1528년에서 1557년 사이에 종교 개혁이 강제된 것을 제외하고는 사실상 자치를 유지했다.
1234년에 하슬리탈 전체를 포함하는 마이링겐의 영지(베일리윅)는 라시스프라이(reichsfrei)로 기록된다. 하슬리는 1334년 베른이 인수할 때까지 제국의 영지으로 남아 있었다. 마이링겐 교회는 많은 이전 건물 위에 세워졌으며 가장 오래된 것은 9세기 또는 10세기로 추정된다. 본당에 대한 권리는 1234년 독일의 하인리히 7세에 의해 제도르프 수도원에 양도되었다. 1272년에는 인터라켄 수도원에 인수되었다.
1275년 하슬리는 베른과 동맹을 맺었다. 1311년에 오베르하슬리는 하인리히 7세에 의해 바이센부르크 가문에 주어졌다. 1334년의 반란이 실패한 후, 오버하슬리는 명목상 속국으로 베른로 넘어갔지만 초기 특권의 대부분을 되찾았다. 베른은 하슬리 출신의 남성을 행정직과 판사로 임명하는 데 신중했다. 오버하슬리는 군사적으로 베른의 중요한 동맹임을 증명했다. 1339년, 오버하슬리는 라우펜 전투에 참가하는 300명의 병력을 제공했다. 오버하슬리를 사실상의 자치권을 가진 명목상의 영토로 설정한 것은 베른이 개신교를 강제하는 1528년까지 지속되었다.오버하슬리에서의 고백. 오버하슬리 인구의 약 절반이 베른에 대한 무장 반란에 참여했다. 그 후, 베른은 오버하슬리에서 베른 통치를 시행하려 했으나 저항에 부딪혀 1557년 조약에서 옛 특권이 회복되었다.
17~18세기에 오버하슬리 출신의 영향력 있는 상류층, 이른바 에르바르카이트(Ehrbarkeit)가 등장했다. 1709년 인너트키르하인에 별도의 본당이 도입되기 전에 마이링겐에는 오버하슬리 전체를 위한 단일 본당이 있었다. 19세기에 가트멘(1808)과 구탄넨(1816)의 본당이 그 뒤를 이었다.
1558년에 오버하슬리에 등록된 화로(가구)는 253개였으며 1653년에는 그 수가 360개로 늘어났다. 1669년에는 인구가 흑사병 발병 후 500명 가량이 되었다. 하슬리탈의 일부는 1730년대 제1차 대각성(Evangelical Awakening)의 영향을 받았다.
1764년에는 3,253명의 주민이 있었고 다음 세기에 걸쳐 인구가 두 배 이상 증가하여 1850년에는 7,054명으로 늘어났다. 헬베티아 공화국이 존재하는 동안 오버하슬리는 오버란트주의 일부였다. 오버하슬리는 전통적으로 보이야트(Bäuerten)이라고 하는 독립적인 영농체의 15개 집단으로 조직되었으며, 이들 사이에 오버하슬리의 탈샤프트가 형성되었다. 이 구조는 1834년에 오버하슬리 지역의 6개 지방 자치 단체로 대체되었다. 1834년부터 2009년까지 오버하슬리는 베른주의 한 지역을 형성했다. 오버하슬리(Landrecht)의 주권법은 스위스 복원 기간인 1843년에 무효가 되었다.
19세기의 급속한 인구 증가는 빈곤과 강제 이민을 초래했고 주로 미국으로 이주했다. 1880년경부터 마이링겐이 관광의 중심지가 되면서 경제 회복이 시작되었다. 인구는 1880년 7,574명에서 1920년 6,507명(제1차 세계 대전 중 관광업 일자리 상실)으로 계속 감소했고 20세기 중후반에 다시 증가하기 시작하여 1950년 7,878명, 2000년 8,189명으로 증가했다. 약간 감소했다. 이후 2007년 7,843명, 2016년 7,824명으로 늘어났다. 총인구는 20세기 중반 이후 다소 안정적으로 유지되었지만 인구 분포는 전통적인 분산 정착지에서 이동했다. 마이링겐의 핵심 정착지에 대한 구조. 마이링겐은 1764년 하슬리 인구의 30%(1850년에는 33%)를 차지했지만 2016년에는 60%를 차지했다.
오버하슬리구는 2010년에 인터라켄구와 합병되어 새로운 인터라켄-오버하슬리구를 형성했다. 가트멘의 인구는 1850년 739명에서 2007년 250명으로 감소했으며, 가트멘 자치제는 2014년 이너트키르헨으로 병합되었다.

## 지리
오버하슬리는 여러 고개를 지휘하는 알프스 중부의 중앙 위치로 인해 역사적으로 큰 전략적 중요성을 가지고 있다. 그 중:
- 상부 발레 (VS)의 곰스와 연결되는 남쪽의 그림젤 고개.
- 수스텐 고개는 성 고트하르트 루트의 북부인 알파인 로이스 (UR) 계곡과 연결되는 동쪽 연결이다.
- 젠탈이 시작될 때 북동쪽으로 요흐 고개가 있으며, 티틀리스 서쪽으로 니트발덴주와 연결되고 옵발덴주의 리조트 엥겔베르크까지 내려간다.
- 북쪽의 낮은 뷔르닉 고개는 마이링겐과 하슬리탈을 옵발덴의 상부 주와 연결 하고 더 내려가면 루체른 (LU)과 같은 스위스 중부의 나머지 지역까지 연결한다.
- 그리고 그로세 샤이덱은 남서쪽에 있는 통로로 그린델발트와 직접 연결되어 있다.

주요 계곡 외에 마이링겐과 브리엔츠 호수 사이의 아레 충적평야를 포함하는 하슬리탈, 여러 측면 계곡이 있다. 그 중:
- 하슬리탈 땅은 그림젤 고개에서 시작 하고 아레강의 유출은 그림젤 호수에서 각각 시작된다. 계곡의 상부는 여전히 상당히 좁고 한적하며 서쪽에서 아레강이 위르바흐탈의 위르바흐바서를, 동쪽에서 가트머탈의 가트머바서가 만나는 인너트케르헨까지 뻗어 있다. 그런 다음 아레강은 아레슐트를 통과한후 마이링겐 바로 앞의 충적 평야와 연결되어 주로 서쪽으로 방향을 틀고 약 13km 후에 가장 동쪽 끝에 있는 브리엔츠 호수로 들어간다.
- 위르바흐탈은 인너트케르헨 직전 하슬리탈에 들어가기 전에 큰 'S'의 형태를 하고 있다. 가울리글레처는 한겐트글레처호른, 베르글리슈톡 및 에비크슈네호른 사이의 깔때기에서 모인다. 그것은 또한 그리엔베르글리글레처, 하인더슈톡, 베흘리슈톡 및 힌터텔티호른에서 물을 공급받는 가울리제로 물을 흘려 보낸다. 가울리샤프베르크 절벽을 지나면 물이 마텐알프제로 흐른다. 또한 슈타인루빌호레와 리츨리호레에서 물을 모은다. 이제 위르바흐바서는 서쪽으로 방향을 틀고 동쪽의 갈로우비슈텍과 서쪽의 도센 사이의 낮은 수준에 있는 적절한 위르바흐탈에 들어간다. 물은 동쪽에 있는 엘글레호르너 (천사의 원뿔) 라고 불리는 인상적인 산맥 아래에서 다시 천천히 동쪽으로 방향을 틀었다. 그리고 약 200m 떨어진 후 위르바흐바서는 왼쪽에서 이너트키르헨 직전에 아레강에 진입한다.

- 가트머탈은 두 곳에서 시작한다. 한쪽 팔은 티틀리스의 바로 아래 남쪽과 퓐핑거슈톡의 북쪽에 있다. 여기에서 벤덴글레처는 물을 벤덴바서로 배출한다. 다섯 손가락 슈톡의 남쪽 수스텐 고개는 우리와 베른고원을 연결한다. 그것의 남쪽 수스텐호른 아래의 슈타인글레처는 물을 슈타이제로 배수하고, 슈타이제는 슈타인바서로 그것을 약하게 만든다. 슈타인바서와 벤덴바서는 둘 다 서쪽으로 흐르고 북쪽의 벤덴슈토크 아래에서 가트멘 보다 1.5km 앞서 있는 가트머바서로 수렴한다. 서쪽으로 3km 더 떨어진 가트머바서는 광대한 트리프트글레처 아래 남쪽에서 시작하는 트리프트바서에서 물을 공급한다. 아래로 4km 더 내려가면 겐탈은 가트머탈로 들어가고 겐탈바서는 가트머바서로 흘러 들어간다. 인너트케르헨의 아레로 흐르기 불과 3km 전이다.

- 겐탈은 북동쪽에 있는 요흐 고개 아래의 엥슈틀렌알프, 티틀리스 서쪽, 반덴슈토크 북쪽에 있으며 서쪽에 있는 멜히제-프루트 (OW)와 연결되어 있다. 겐탈바서는 마이링겐 위의 메기스알프(BE)에서 멜히제-프루트(OW)도 나누는 로트호른 남쪽 아래로 감더탈에 들어가기 위해 남동 방향으로 엥슈틀렌제에서 배수된다.

- 라이헨바흐탈은 마이링겐과 그린델발트를 연결한다. 라이헨바흐는 마이링겐에서 아레강에 합류하기 전에 그것을 통과하여 크고 가파른 라이헨바흐 폭포를 형성한다. 라이헨바흐탈은 남쪽의 엥겔호르너에 의해 위르바흐탈에서 분리된다. 슈바르츠호른, 빌드게르스트 및 반델호른 봉우리가 북쪽의 그림을 지배한다.

## 행정 구역
황금빛 들판의 검은 독수리는 이전에 오버하슬리의 탈샤프트 전체를 대표했다. 제국의 국장이다. 제국의 즉각성에 대한 최소한 공식적인 주장으로서 라이히자드러를 사용할 권리는 베른이 하슬리 사람들에게 부여한 특별한 특권 중 하나였다. 시 국장이 도입되었을 때 마이링겐은 수정 없이 황실 국장을 유지할 것을 주장했으며 다른 시에서는 독수리를 다른 문장 디자인과 함께 사용하여 양보했다.

## 경제 및 인프라

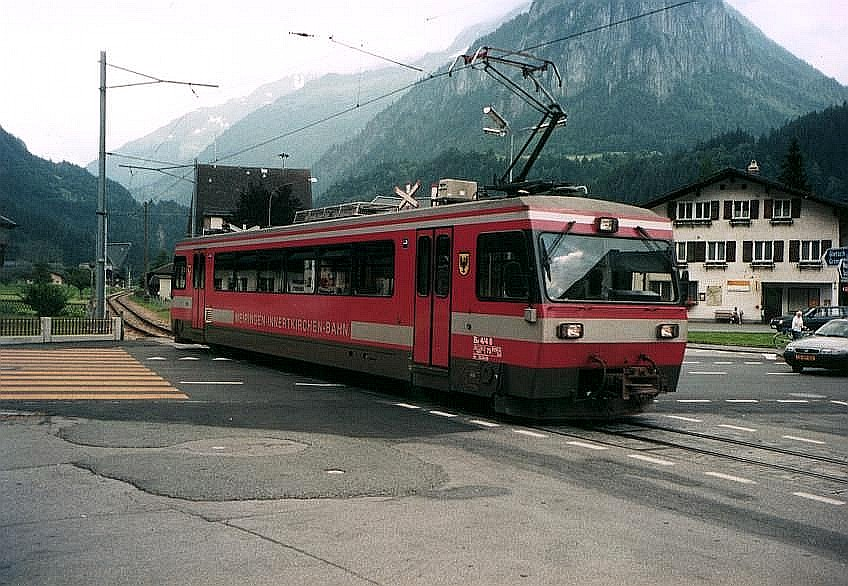
이너트키르헨의 마이링겐-이너트키르헨 철도

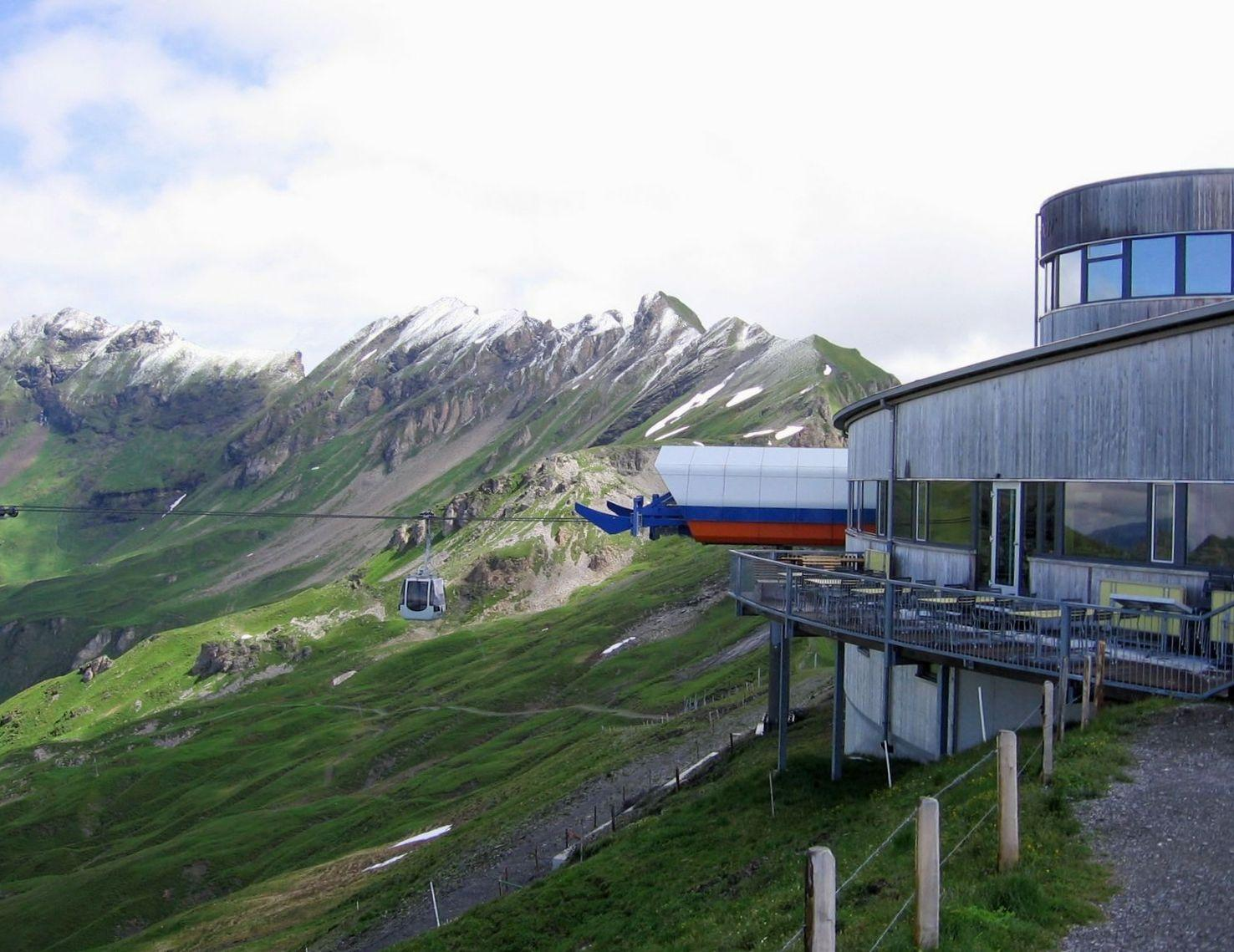
"알펜 타워" 역과 파노라마 레스토랑

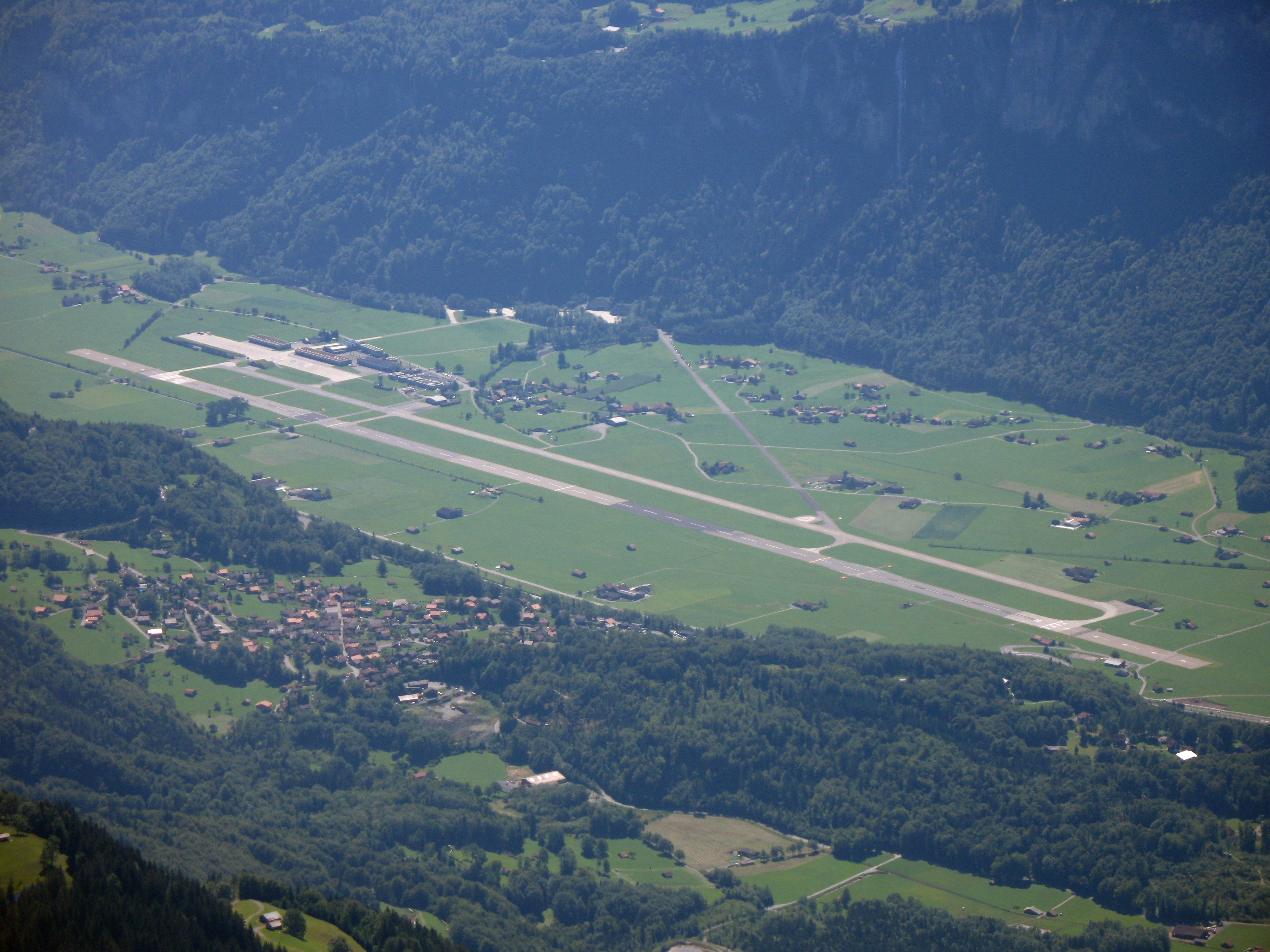
마이링겐 공군기지, 브리엔처 로트호른에서 본

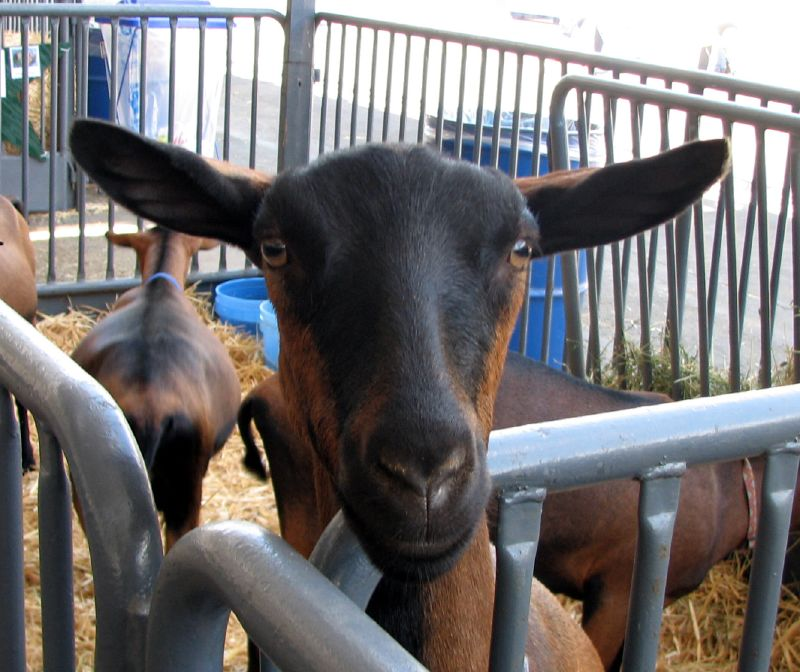
An 오버하슬리 염소.

오버하슬리의 경제는 중세 후기에 농업과 인간 변형(염소, 양)을 기반으로 했으며, 근세에는 가축 사육(소, 말)과 치즈 생산으로 전환했다.
가축과 치즈는 그림젤 고개와 누페넨 고개를 통해 이탈리아로 수출되었다.
18세기에는 연간 3번의 가축 시장이 있었다. 15세기에 시작하여 1798년 이후에 단계적으로 철광업이 일부 이루어졌다. 17세기부터 수정에 대한 암석 채취가 있었고 19세기에 관광 산업 이 부상하면서 더욱 강화되었다. 호황을 누리는 관광업은 구조에 대한 상당한 투자를 촉발했다. 특히 1857년 브뤼닉 도로와 1888년 브뤼닉 철도, 옵발덴을 통해 오버하슬리와 루체른을 연결하고 거기에서 취리히 광역권 및 일반적으로 스위스고원까지 연결한다. 1894년에 개통된 그림젤 도로와 수스텐 마이링겐의 호텔 수는 1831년 2개에서 1900년 18개로 증가했다.
1973년 이후 추가 기반 시설로 하슬리베르크는 주요 스키 리조트로 탈바꿈했다.
2005년 기준으로, 1차 부문(농업)의 고용은 20% 미만으로 감소한 반면, 3차 부문(대부분 관광업)은 65% 이상으로 상승했다.
산업의 또 다른 중요한 부문은 수력 발전으로 크라프트베르크 오버하슬리 AG는 현재 스위스 전력 소비의 약 1.1GW 또는 12%를 생산하고 있다. 스위스 공군은 마이링겐의 운터바흐에 공군 기지를 두고 있다.

## 문화
오버하슬리는 가장 높은 알레만 알파인 문화의 핵심에 위치하고 있으며 스위스 민속의 전형적인 요소를 많이 보존하고 있다.
오버하슬리는 19세기 후반 스위스의 관광 붐과 함께 비교적 늦게 근대의 영향을 받았으며 민속의 풍부한 전통을 20세기까지 보존했다.
오버하슬리의 주요 연례 축제는 우버지츠(Ubersitz, 밤에 술을 마시며 "외식")로 마이링겐에서 한 주 동안 진행되는 Trychel 행진으로 절정에 달한다.
1846년에 요한 게오르크 콜(Johann Georg Kohl)은 자연 경관과 인구에 대해 설명하면서 오버하슬리로 여행했다. 콜은 기근으로 집에서 추방된 6,000명의 프리지아인과 스웨덴인의 행진에 대해 이야기하면서 오버하슬리 사람들의 스칸디나비아 기원을 주장하는 전통을 기록했다. 스웨덴으로 이주하는 지도자들의 이름은 Restius와 Hastus로 보고된다. 콜은 마이링겐 교회의 건축을 북 프리지아와 스칸디나비아 유형을 연상시키는 것으로 설명한다. 이 전설은 페터만 에틀린이 1507년 연대기에 처음 기록했다.
오버하슬리의 전설은 1849년 덴마크 시인 아담 외흘렌슐레거(Adam Oehlenschläger)가 《하슬리달렌》이라는 시를 출판하면서 스칸디나비아 낭만주의 민족주의에서 받아들여졌다.
민담 모음집은 1943년에 로흐바흐의 교사이자 샽텐할브 출신인 멜치어 수더(1885-1955)가 《첼레니 우스 엠 하슬리탈》( Zelleni us em Haslital)로 출판했다. 드워프는 무게슈투츠라는 드워프 왕과 함께 이 이야기에서 두드러지게 나타난다. 그들은 또한 오버하슬리의 사람들이 그들의 도움을 인정하지 않은 후 드워프의 실종에 대해 이야기한다. 하슬리 방언의 문법은 1992년 한스 다우발더(b. 1925)에 의해 출판되었다.